# Football-Club Concordia Lausanne 2022-2023
Questa voce raccoglie le informazioni riguardanti il Concordia Losanna nelle competizioni ufficiali della stagione 2022-2023.

## Stagione
Nella stagione 2022-2023 il Concordia Losanna, allenato da Pablo Soutullo Dominguez, concluse il campionato di Prima Lega al 15º posto.

## Rosa
| N. |                       | Ruolo | Calciatore               |
| -- | --------------------- | ----- | ------------------------ |
| 1  | Svizzera (bandiera)   | P     | Théo Largey              |
| 2  | Svizzera (bandiera)   | D     | Marcello Corcetto        |
| 3  | Kosovo (bandiera)     | D     | Visar Aliji              |
| 4  | Italia (bandiera)     | D     | Mario Roberto Papa       |
| 5  | Svizzera (bandiera)   | D     | Johannes Schwab          |
| 6  | Svizzera (bandiera)   | A     | Lucas Valle              |
| 7  | Kosovo (bandiera)     | A     | Kastriot Dragusha        |
| 8  | Portogallo (bandiera) | A     | Joao Paquincha           |
| 9  | Svizzera (bandiera)   | A     | Axel Saunier             |
| 10 | Italia (bandiera)     | A     | Aliou Niang              |
| 11 | Marocco (bandiera)    | C     | Anasse Mehraz            |
| 12 | Svizzera (bandiera)   | D     | Fabien Tshitenga Mutombo |
| 13 | Svizzera (bandiera)   | D     | Maxime Brugnoni          |
| 14 | Haiti (bandiera)      | C     | Julien Joseph            |
| 15 | Svizzera (bandiera)   | D     | David Galeano            |

| N. |                       | Ruolo | Calciatore             |
| -- | --------------------- | ----- | ---------------------- |
| 16 | Svizzera (bandiera)   | D     | Naim El Houss          |
| 17 | Francia (bandiera)    | C     | Nicolas Danizan        |
| 18 | Francia (bandiera)    | A     | François Cloarec       |
| 21 | Portogallo (bandiera) | C     | Victor Gomes Rodrigues |
| 22 | Svizzera (bandiera)   | C     | Malick Gehri           |
| 23 | Italia (bandiera)     | D     | Luca Micheli           |
| 24 | Kosovo (bandiera)     | C     | Armend Demiri          |
| 25 | Svizzera (bandiera)   | D     | Leo Morax              |
| 26 | Svizzera (bandiera)   | A     | David Staffoni         |
| 27 | Svizzera (bandiera)   | C     | Matteo Cappucci        |
| 31 | Svizzera (bandiera)   | P     | Michel Fohouo          |
|    | Svizzera (bandiera)   | P     | Kylian Sánchez         |
|    | Svizzera (bandiera)   | C     | Atef Ammari            |
|    | Portogallo (bandiera) | C     | Tiago Cosme Ponte      |
|    | Angola (bandiera)     | C     | Santos Luindula        |

## Organigramma societario
Area tecnica
- Allenatore: Pablo Soutullo Dominguez
- Allenatore in seconda:
- Preparatore dei portieri:
- Preparatori atletici:

## Calciomercato

### Sessione estiva
| Acquisti | Acquisti        | Acquisti                | Acquisti |
| R.       | Nome            | da                      | Modalità |
| -------- | --------------- | ----------------------- | -------- |
| A        | David Staffoni  | Stade Lausanne-Ouchy    |          |
| C        | Matteo Cappucci | Stade Lausanne-Ouchy II |          |
| P        | Jürgen Cebulla  | Echichens               |          |
| A        | David Scilipoti | Echallens               |          |

| Cessioni | Cessioni        | Cessioni                | Cessioni |
| R.       | Nome            | a                       | Modalità |
| -------- | --------------- | ----------------------- | -------- |
| A        | David Scilipoti | Echichens               |          |
| D        | Medy Mabiala    | Stade Lausanne-Ouchy II |          |

### Sessione invernale
| Acquisti | Acquisti      | Acquisti  | Acquisti |
| R.       | Nome          | da        | Modalità |
| -------- | ------------- | --------- | -------- |
| P        | Théo Largey   | Echallens |          |
| C        | Anasse Mehraz | Echallens |          |

| Cessioni | Cessioni        | Cessioni   | Cessioni |
| R.       | Nome            | a          | Modalità |
| -------- | --------------- | ---------- | -------- |
| D        | Andrea Diana    | Echichens  |          |
| A        | Gzim Thaqi      | Malley     |          |
| D        | Carlos Martínez | Malley     |          |
| P        | Jürgen Cebulla  | Yverdon II |          |

## Risultati

### Prima Lega 2022-2023

#### andata
| Arbitro: | Duc |

|                       |           |           |
| Rahimi 28’ Soares 52’ | Marcatori | 44’ Niang |

| Vevey 13 agosto 2022, ore 17:30 CEST 2ª giornata                                          | Vevey United | 7 – 0 referto | Concordia Losanna | Stade de Copet (460 spett.) |
| \| \| \| \| \| Hajij 11’, 45’, 64’ Zouma 26’ Costa 78’, 85’ Mebrak 87’ \| Marcatori \| \| |              |               |                   |                             |
|                                                                                           |              |               |                   |                             |
| Hajij 11’, 45’, 64’ Zouma 26’ Costa 78’, 85’ Mebrak 87’                                   | Marcatori    |               |                   |                             |

| Losanna 20 agosto 2022, ore 17:00 CEST 3ª giornata                             | Concordia Losanna | 2 – 2 referto          | Monthey | Centre sportif de la Tuilière (160 spett.) |
| \| \| \| \| \| Saunier 45’ Niang 65’ \| Marcatori \| 29’ Ambrosio 67’ Vogel \| |                   |                        |         |                                            |
|                                                                                |                   |                        |         |                                            |
| Saunier 45’ Niang 65’                                                          | Marcatori         | 29’ Ambrosio 67’ Vogel |         |                                            |

| Coffrane 27 agosto 2022, ore 14:30 CEST 4ª giornata | Concordia Losanna | 0 – 1 referto | Coffrane | BEG Stadium (140 spett.) |
| \| \| \| \| \| \| Marcatori \| 18’ Becirovic \|     |                   |               |          |                          |
|                                                     |                   |               |          |                          |
|                                                     | Marcatori         | 18’ Becirovic |          |                          |

| Arbitro: | Helbling |

|  |           |             |
|  | Marcatori | 84’ Bavueza |

| Naters 10 settembre 2022, ore 17:00 CEST 6ª giornata     | Naters    | 1 – 1 referto | Concordia Losanna | Sportanlage Stapfen |
| \| \| \| \| \| Borter 35’ \| Marcatori \| 31’ Saunier \| |           |               |                   |                     |
|                                                          |           |               |                   |                     |
| Borter 35’                                               | Marcatori | 31’ Saunier   |                   |                     |

| Losanna 17 settembre 2022, ore 17:00 CEST 7ª giornata                | Concordia Losanna | 0 – 3 referto                      | Servette U-21 | Centre sportif de la Tuilière |
| \| \| \| \| \| \| Marcatori \| 27’ Ouattara 65’ Souare 87’ Touati \| |                   |                                    |               |                               |
|                                                                      |                   |                                    |               |                               |
|                                                                      | Marcatori         | 27’ Ouattara 65’ Souare 87’ Touati |               |                               |

| Echallens 24 settembre 2022, ore 17:00 CEST 8ª giornata                         | Echallens | 3 – 1 referto | Concordia Losanna | Stade des Trois Sapins |
| \| \| \| \| \| Bueche 27’ Grand 68’ Mehraz 90’ \| Marcatori \| 35’ Paquincha \| |           |               |                   |                        |
|                                                                                 |           |               |                   |                        |
| Bueche 27’ Grand 68’ Mehraz 90’                                                 | Marcatori | 35’ Paquincha |                   |                        |

| Losanna 1º ottobre 2022, ore 17:00 CEST 9ª giornata | Concordia Losanna | 1 – 0 referto | Portalban/Gletterens | Centre sportif de la Tuilière |
| \| \| \| \| \| Paquincha 9’ \| Marcatori \| \|      |                   |               |                      |                               |
|                                                     |                   |               |                      |                               |
| Paquincha 9’                                        | Marcatori         |               |                      |                               |

| Martigny 8 ottobre 2022, ore 15:00 CEST 10ª giornata               | Martigny  | 1 – 2 referto        | Concordia Losanna | Stade d'Octodure (245 spett.) |
| \| \| \| \| \| Coumaré 33’ \| Marcatori \| 1’ Niang 77’ Micheli \| |           |                      |                   |                               |
|                                                                    |           |                      |                   |                               |
| Coumaré 33’                                                        | Marcatori | 1’ Niang 77’ Micheli |                   |                               |

| Losanna 15 ottobre 2022, ore 17:00 CEST 11ª giornata                           | Concordia Losanna | 3 – 1 referto | La Chaux-de-Fonds | Centre sportif de la Tuilière |
| \| \| \| \| \| Cloarec 15’ Micheli 85’ Niang 90’ \| Marcatori \| 12’ Cattin \| |                   |               |                   |                               |
|                                                                                |                   |               |                   |                               |
| Cloarec 15’ Micheli 85’ Niang 90’                                              | Marcatori         | 12’ Cattin    |                   |                               |

| Trois-Chenes 29 ottobre 2022, ore 17:30 CEST 12ª giornata | Chênois   | 2 – 0 referto | Concordia Losanna | Stade des Trois-Chêne |
| \| \| \| \| \| Messin 41’, 48’ \| Marcatori \| \|         |           |               |                   |                       |
|                                                           |           |               |                   |                       |
| Messin 41’, 48’                                           | Marcatori |               |                   |                       |

| Losanna 5 novembre 2022, ore 17:00 CET 13ª giornata | Concordia Losanna | 1 – 0 referto | Terre Sainte | Centre sportif de la Tuilière |
| \| \| \| \| \| Staffoni 26’ \| Marcatori \| \|      |                   |               |              |                               |
|                                                     |                   |               |              |                               |
| Staffoni 26’                                        | Marcatori         |               |              |                               |

| Saviése 12 novembre 2022, ore 14:00 CET 14ª giornata                          | Sion II   | 2 – 1 referto | Concordia Losanna | Stade de Saint-Germain |
| \| \| \| \| \| Zagré 14’ Constantin 83’ (rig.) \| Marcatori \| 70’ Micheli \| |           |               |                   |                        |
|                                                                               |           |               |                   |                        |
| Zagré 14’ Constantin 83’ (rig.)                                               | Marcatori | 70’ Micheli   |                   |                        |

| Losanna 19 novembre 2022, ore 17:00 CET 15ª giornata                         | Concordia Losanna | 3 – 1 referto | La Sarraz-Eclépens | Centre sportif de la Tuilière |
| \| \| \| \| \| Saunier 22’ Niang 32’ Gehri 90’ \| Marcatori \| 48’ Ndiaye \| |                   |               |                    |                               |
|                                                                              |                   |               |                    |                               |
| Saunier 22’ Niang 32’ Gehri 90’                                              | Marcatori         | 48’ Ndiaye    |                    |                               |

#### ritorno
| Losanna 26 novembre 2022, ore 17:00 CET 16ª giornata                    | Concordia Losanna | 2 – 2 referto     | Grand-Saconnex | Centre sportif de la Tuilière |
| \| \| \| \| \| Houss 20’ Niang 76’ \| Marcatori \| 59’ Pais 62’ Dias \| |                   |                   |                |                               |
|                                                                         |                   |                   |                |                               |
| Houss 20’ Niang 76’                                                     | Marcatori         | 59’ Pais 62’ Dias |                |                               |

| Losanna 25 febbraio 2023, ore 17:00 CET 17ª giornata                                                     | Concordia Losanna | 2 – 4 referto                                   | Vevey United | Centre sportif de la Tuilière |
| \| \| \| \| \| Cloarec 11’ Mehraz 43’ \| Marcatori \| 30’ Cordova 40’ Efendić 76’ Zouma 87’ Perracino \| |                   |                                                 |              |                               |
| |                   |                                                 |              |                               |
| Cloarec 11’ Mehraz 43’                                                                                   | Marcatori         | 30’ Cordova 40’ Efendić 76’ Zouma 87’ Perracino |              |                               |

| Monthey 4 marzo 2023, ore 16:00 CET 18ª giornata                                   | Monthey   | 3 – 1 referto | Concordia Losanna | Stade Philippe-Pottier |
| \| \| \| \| \| Lima 23’ Derivaz 90’ (rig.) Aboagye 90’ \| Marcatori \| 3’ Niang \| |           |               |                   |                        |
|                                                                                    |           |               |                   |                        |
| Lima 23’ Derivaz 90’ (rig.) Aboagye 90’                                            | Marcatori | 3’ Niang      |                   |                        |

| Coffrane 25 marzo 2023, ore 15:00 CET 19ª giornata | Coffrane | 0 – 0 referto | Concordia Losanna | BEG Stadium |

| Meyrin 18 marzo 2023, ore 17:00 CET 20ª giornata                                           | Meyrin    | 6 – 0 referto | Concordia Losanna | Stade des Arbères (200 spett.) |
| \| \| \| \| \| Sene 2’, 35’ Saunié 11’ Jourdan 45’ Costa 76’ Nsiala 82’ \| Marcatori \| \| |           |               |                   |                                |
|                                                                                            |           |               |                   |                                |
| Sene 2’, 35’ Saunié 11’ Jourdan 45’ Costa 76’ Nsiala 82’                                   | Marcatori |               |                   |                                |

| Losanna 29 marzo 2023, ore 20:00 CEST 21ª giornata | Concordia Losanna | 0 – 1 referto | Naters | Centre sportif de la Tuilière |
| \| \| \| \| \| \| Marcatori \| 42’ Chihadeh \|     |                   |               |        |                               |
|                                                    |                   |               |        |                               |
|                                                    | Marcatori         | 42’ Chihadeh  |        |                               |

| Vernier 2 aprile 2023, ore 16:00 CEST 22ª giornata                             | Servette U-21 | 3 – 1 referto | Concordia Losanna | Châtelaine |
| \| \| \| \| \| Souare 80’ Weber 90’ Chaïbi 90’ \| Marcatori \| 25’ Staffoni \| |               |               |                   |            |
|                                                                                |               |               |                   |            |
| Souare 80’ Weber 90’ Chaïbi 90’                                                | Marcatori     | 25’ Staffoni  |                   |            |

| Losanna 6 aprile 2023, ore 20:00 CEST 23ª giornata                                                                                     | Concordia Losanna | 4 – 5 referto                                      | Echallens | Centre sportif de la Tuilière |
| \| \| \| \| \| Demiri 8’ Mehraz 34’ Valle 38’ Mutombo 90’ (rig.) \| Marcatori \| 4’, 57’ (rig.) Bueche 62’, 64’ Lopez 87’ Francisco \| |                   |                                                    |           |                               |
| |                   |                                                    |           |                               |
| Demiri 8’ Mehraz 34’ Valle 38’ Mutombo 90’ (rig.)                                                                                      | Marcatori         | 4’, 57’ (rig.) Bueche 62’, 64’ Lopez 87’ Francisco |           |                               |

| Delley-Portalban 15 aprile 2023, ore 17:30 CEST 24ª giornata                               | Portalban/Gletterens | 4 – 0 referto | Concordia Losanna | Centre Sportif Les Grèves |
| \| \| \| \| \| Fonseca 11’ (rig.) Delgado 39’ Tshiboko 70’ Krasniqi 90’ \| Marcatori \| \| |                      |               |                   |                           |
|                                                                                            |                      |               |                   |                           |
| Fonseca 11’ (rig.) Delgado 39’ Tshiboko 70’ Krasniqi 90’                                   | Marcatori            |               |                   |                           |

| Losanna 22 aprile 2023, ore 17:00 CEST 25ª giornata                                         | Concordia Losanna | 3 – 3 referto             | Martigny | Centre sportif de la Tuilière |
| \| \| \| \| \| Valle 11’ Niang 66’ Saunier 68’ \| Marcatori \| 6’ Melly 51’, 53’ Coumaré \| |                   |                           |          |                               |
|                                                                                             |                   |                           |          |                               |
| Valle 11’ Niang 66’ Saunier 68’                                                             | Marcatori         | 6’ Melly 51’, 53’ Coumaré |          |                               |

| La Chaux-de-Fonds 29 aprile 2023, ore 16:30 CEST 26ª giornata                          | La Chaux-de-Fonds | 3 – 2 referto         | Concordia Losanna | Stadio di la Charrière |
| \| \| \| \| \| Stjepanovic 44’ Kasaï 61’, 73’ \| Marcatori \| 65’ Saunier 76’ Niang \| |                   |                       |                   |                        |
|                                                                                        |                   |                       |                   |                        |
| Stjepanovic 44’ Kasaï 61’, 73’                                                         | Marcatori         | 65’ Saunier 76’ Niang |                   |                        |

| 6 maggio 2023, ore 17:00 CEST 27ª giornata | Concordia Losanna | 5 – 1 | Chênois |  |

| 13 maggio 2023, ore 16:00 CEST 28ª giornata | Terre Sainte | 1 – 1 | Concordia Losanna |  |

| 20 maggio 2023, ore 16:00 CEST 29ª giornata | Concordia Losanna | 4 – 2 | Sion II |  |

| 27 maggio 2023, ore 16:00 CEST 30ª giornata | La Sarraz-Eclépens | 1 – 1 | Concordia Losanna |  |

## Statistiche

### Statistiche di squadra
| Competizione | Punti | In casa | In casa | In casa | In casa | In casa | In casa | In trasferta | In trasferta | In trasferta | In trasferta | In trasferta | In trasferta | Totale | Totale | Totale | Totale | Totale | Totale | DR  |
| Competizione | Punti | G       | V       | N       | P       | Gf      | Gs      | G            | V            | N            | P            | Gf           | Gs           | G      | V      | N      | P      | Gf     | Gs     | DR  |
| ------------ | ----- | ------- | ------- | ------- | ------- | ------- | ------- | ------------ | ------------ | ------------ | ------------ | ------------ | ------------ | ------ | ------ | ------ | ------ | ------ | ------ | --- |
| Prima Lega   | 28    | 15      | 6       | 3       | 6       | 30      | 27      | 15           | 1            | 4            | 10           | 12           | 39           | 30     | 7      | 7      | 16     | 42     | 66     | -24 |
| Totale       | 28    | 15      | 6       | 3       | 6       | 30      | 27      | 15           | 1            | 4            | 10           | 12           | 39           | 30     | 7      | 7      | 16     | 42     | 66     | -24 |

### Andamento in campionato
| Giornata  | 1  | 2  | 3  | 4  | 5  | 6  | 7  | 8  | 9  | 10 | 11 | 12 | 13 | 14 | 15 | 16 | 17 | 18 | 19 | 20 | 21 | 22 | 23 | 24 | 25 | 26 | 27 | 28 | 29 | 30 |
| --------- | -- | -- | -- | -- | -- | -- | -- | -- | -- | -- | -- | -- | -- | -- | -- | -- | -- | -- | -- | -- | -- | -- | -- | -- | -- | -- | -- | -- | -- | -- |
| Luogo     | T  | T  | C  | C  | C  | T  | C  | T  | C  | T  | C  | T  | C  | T  | C  | C  | C  | T  | T  | T  | C  | T  | C  | T  | C  | T  | C  | T  | C  | T  |
| Risultato | P  | P  | N  | P  | P  | N  | P  | P  | V  | V  | V  | P  | V  | P  | V  | N  | P  | P  | N  | P  | P  | P  | P  | P  | N  | P  | V  | N  | V  | N  |
| Posizione | 10 | 16 | 15 | 15 | 16 | 15 | 16 | 16 | 15 | 14 | 13 | 14 | 12 | 12 | 12 | 12 | 14 | 15 | 15 | 15 | 15 | 15 | 16 | 16 | 16 | 16 | 16 | 16 | 15 | 15 |

Legenda:

Luogo: C = Casa; T = Trasferta. Risultato: V = Vittoria; N = Pareggio; P = Sconfitta.